# 59-та паралель північної широти
59-та паралель північної широти — лінія широти, що лежить на 59 градусів північніше земної екваторіальної площини. Вона проходить через Європу, Азію, Тихий океан, Північну Америку та Атлантичний океан.
На цій широті під час літнього сонцестояння сонце видно 18 годин 30 хвилин, а під час зимового сонцестояння — 6 годин 11 хвилин.

## Список географічних об'єктів, що перетинає 59° пн. ш.
Починаючи з Гринвіцького меридіану та рухаючись на схід, 59-та паралель північної широти проходить через:
| Координати                                                   | Країна, територія або море | Примітки |
| ------------------------------------------------------------ | -------------------------- | --- |
| 59°0′ пн. ш. 0°0′ сх. д. / 59.000° пн. ш. 0.000° сх. д.      | Північне море              | |
| 59°0′ пн. ш. 5°34′ сх. д. / 59.000° пн. ш. 5.567° сх. д.     | Норвегія                   | Ругаланн — проходить через Єрен[en]                                                                                   |
| 59°0′ пн. ш. 5°40′ сх. д. / 59.000° пн. ш. 5.667° сх. д.     | Північне море              | Проходить через Бюфьорден[en] та Бокнафьорд                                                                           |
| 59°0′ пн. ш. 5°34′ сх. д. / 59.000° пн. ш. 5.567° сх. д.     | Норвегія                   | Ругаланн — проходить через острови Хундвог[en] та Вассьой[en]                                                         |
| 59°0′ пн. ш. 5°48′ сх. д. / 59.000° пн. ш. 5.800° сх. д.     | Північне море              | Проходить через Ідсефьорден[nn] та Бокнафьорд                                                                         |
| 59°0′ пн. ш. 6°4′ сх. д. / 59.000° пн. ш. 6.067° сх. д.      | Норвегія                   | Ругаланн Агдер Телемарк                                                                                               |
| 59°0′ пн. ш. 9°45′ сх. д. / 59.000° пн. ш. 9.750° сх. д.     | Протока Скагеррак          | Лангесундсфьорд — проходить через острови Лангойя, Гейтеройя, Сторе-Арьойя та Стоккьойя                               |
| 59°0′ пн. ш. 9°51′ сх. д. / 59.000° пн. ш. 9.850° сх. д.     | Норвегія                   | Вестфолл |
| 59°0′ пн. ш. 10°3′ сх. д. / 59.000° пн. ш. 10.050° сх. д.    | Протока Скагеррак          | Проходить південніше Ослофьорда                                                                                       |
| 59°0′ пн. ш. 11°2′ сх. д. / 59.000° пн. ш. 11.033° сх. д.    | Норвегія                   | Естфолл — проходить через острови Валер[en]                                                                           |
| 59°0′ пн. ш. 10°3′ сх. д. / 59.000° пн. ш. 10.050° сх. д.    | Протока Скагеррак          | |
| 59°0′ пн. ш. 11°7′ сх. д. / 59.000° пн. ш. 11.117° сх. д.    | Швеція                     | Вестра-Йоталанд — приблизно на 19 км                                                                                  |
| 59°0′ пн. ш. 11°27′ сх. д. / 59.000° пн. ш. 11.450° сх. д.   | Протока Скагеррак          | Іддефьорд[en] — приблизно на 1 км                                                                                     |
| 59°0′ пн. ш. 11°28′ сх. д. / 59.000° пн. ш. 11.467° сх. д.   | Норвегія                   | Галден — приблизно на 13,6 км                                                                                         |
| 59°0′ пн. ш. 11°42′ сх. д. / 59.000° пн. ш. 11.700° сх. д.   | Швеція                     | Вестра-Йоталанд Проходить через озеро Венерн Вермланд Еребру Седерманланд Стокгольм — проходить південніше Стокгольма |
| 59°0′ пн. ш. 18°12′ сх. д. / 59.000° пн. ш. 18.200° сх. д.   | Балтійське море            | |
| 59°0′ пн. ш. 22°30′ сх. д. / 59.000° пн. ш. 22.500° сх. д.   | Естонія                    | Проходить через острів Гіюмаа                                                                                         |
| 59°0′ пн. ш. 22°52′ сх. д. / 59.000° пн. ш. 22.867° сх. д.   | Балтійське море            | |
| 59°0′ пн. ш. 23°8′ сх. д. / 59.000° пн. ш. 23.133° сх. д.    | Естонія                    | Проходить через острів Вормсі та материк — південніше Таллінна та через північний край Чудського озера                |
| 59°0′ пн. ш. 27°44′ сх. д. / 59.000° пн. ш. 27.733° сх. д.   | Росія                      | Проходить через Рибинське водосховище                                                                                 |
| 59°0′ пн. ш. 142°2′ сх. д. / 59.000° пн. ш. 142.033° сх. д.  | Охотське море              | |
| 59°0′ пн. ш. 150°29′ сх. д. / 59.000° пн. ш. 150.483° сх. д. | Росія                      | Проходить через острів Зав'ялова — південніше Магадана                                                                |
| 59°0′ пн. ш. 150°36′ сх. д. / 59.000° пн. ш. 150.600° сх. д. | Охотське море              | |
| 59°0′ пн. ш. 151°14′ сх. д. / 59.000° пн. ш. 151.233° сх. д. | Росія                      | |
| 59°0′ пн. ш. 152°57′ сх. д. / 59.000° пн. ш. 152.950° сх. д. | Охотське море              | |
| 59°0′ пн. ш. 159°44′ сх. д. / 59.000° пн. ш. 159.733° сх. д. | Росія                      | Проходить через Камчатський півострів                                                                                 |
| 59°0′ пн. ш. 163°5′ сх. д. / 59.000° пн. ш. 163.083° сх. д.  | Берингове море             | Протока Літке |
| 59°0′ пн. ш. 163°54′ сх. д. / 59.000° пн. ш. 163.900° сх. д. | Росія                      | Проходить через острів Карагінський                                                                                   |
| 59°0′ пн. ш. 164°43′ сх. д. / 59.000° пн. ш. 164.717° сх. д. | Берингове море             | |
| 59°0′ пн. ш. 161°49′ зх. д. / 59.000° пн. ш. 161.817° зх. д. | США                        | Аляска |
| 59°0′ пн. ш. 153°36′ зх. д. / 59.000° пн. ш. 153.600° зх. д. | Тихий океан                | Аляскинська затока — проходить північніше островів Баррен[en]                                                         |
| 59°0′ пн. ш. 138°10′ зх. д. / 59.000° пн. ш. 138.167° зх. д. | США                        | Аляска |
| 59°0′ пн. ш. 137°30′ зх. д. / 59.000° пн. ш. 137.500° зх. д. | Канада                     | Британська Колумбія — приблизно на 13 км                                                                              |
| 59°0′ пн. ш. 137°16′ зх. д. / 59.000° пн. ш. 137.267° зх. д. | США                        | Аляска |
| 59°0′ пн. ш. 134°24′ зх. д. / 59.000° пн. ш. 134.400° зх. д. | Канада                     | Британська Колумбія Альберта Саскачеван Манітоба — проходить північніше Черчилля                                      |
| 59°0′ пн. ш. 94°43′ зх. д. / 59.000° пн. ш. 94.717° зх. д.   | Гудзонова затока           | Проходить південніше островів Оттава[en], Нунавут, Канада                                                             |
| 59°0′ пн. ш. 78°21′ зх. д. / 59.000° пн. ш. 78.350° зх. д.   | Канада                     | Нунавут Квебек |
| 59°0′ пн. ш. 68°58′ зх. д. / 59.000° пн. ш. 68.967° зх. д.   | Затока Унгава              | |
| 59°0′ пн. ш. 65°54′ зх. д. / 59.000° пн. ш. 65.900° зх. д.   | Канада                     | Нунавут Квебек Ньюфаундленд і Лабрадор                                                                                |
| 59°0′ пн. ш. 63°13′ зх. д. / 59.000° пн. ш. 63.217° зх. д.   | Атлантичний океан          | |
| 59°0′ пн. ш. 3°22′ зх. д. / 59.000° пн. ш. 3.367° зх. д.     | Велика Британія            | Шотландія — проходить через Мейнленд, Оркнейські острови                                                              |
| 59°0′ пн. ш. 2°55′ зх. д. / 59.000° пн. ш. 2.917° зх. д.     | Північне море              | |